# Вукобратович, Миомир
Миомир Вукобратович (серб. Миомир Вукобратовић; 26 декабря 1931, деревня близ города Зренянин, Королевство Югославия — 11 марта 2012, Белград) — югославский, сербский учёный, специалист в области биомеханики и робототехники. Член Сербской академии наук и искусств (27.10.1994, член-корреспондент с 07.05.1981). Иностранный член АН СССР (27.12.1988).

## Биография
Окончил машиностроительный факультет Белградского университета (1957).
PhD в области технических наук (машиностроительный факультет Белградского университета, 1964). Доктор технических наук (Институт машиноведения АН СССР, 1972).
В 1965—1996 годах работал в Институте автоматики и телесвязи им. М. Пупина (серб. Институт „Михајло Пупин“, Белград).
В 1984—1996 годах — профессор кафедры технологии производства Белградского университета.
С 1993 года — член Института инженеров электротехники и электроники (IEEE).
С 1999 года — президент Академии инженерных наук Сербии и Черногории.

## Награды и звания
- Награда от АВНОЮ (1982)
- Орден Святого Саввы I степени (Сербская православная церковь, 1994 и 1995)
- Почётный доктор ДВГТУ (1995)
- Доктор honoris causa Университета г. Тимишоара (Румыния, 1995)
- Доктор honoris causa МГУ им. Ломоносова (1996)
- Доктор honoris causa Нови-Садского университета
- Доктор honoris causa Университете Крайова (Румыния)

## Некоторые труды
- Томович Р., Вукобратович М. Общая теория чувствительности. Пер. с сербск. и англ. М., 1972.
- Вукобратович М. Шагающие роботы и антропоморфные механизмы. М., 1976.
- Вукобратович М., Стокич Д., Кирчански Н. Неадаптивное и адаптивное управление манипуляционными роботами. Пер. с англ. М., 1989.